# Tom et le Robot
Pour plus de détails, voir Fiche technique et Distribution.
Tom et le Robot (Push-Button Kitty) est le 70e court métrage d'animation de la série américaine Tom et Jerry réalisé par William Hanna et Joseph Barbera et sorti le 6 septembre 1952.